# Campodea essigi
Campodea essigi är en urinsektsart som beskrevs av Filippo Silvestri 1933. Campodea essigi ingår i släktet Campodea och familjen Campodeidae. Inga underarter finns listade.